# 표르긴
표르귄(고대 노르드어: Fjǫrgyn→대지)은 노르드 신화에서 토르의 어머니이다. 또한 표르귄(고대 노르드어: Fjǫrgynn)은 프리그의 아버지이다. 이 둘은 모두 《고 에다》 및 《신 에다》에 언급된다.

## 출전
토르의 어머니 표르귄은 《고 에다》 중 〈하르바르드 음률시〉 제56절과 〈무녀의 예언〉 제56절에 언급된다. 프리그의 아버지 표르귄은 《신 에다》 중 〈길피의 속임수〉 제9장과 〈시어법〉 제19장, 《고 에다》 중 〈로키의 말다툼〉 제26절에 언급된다. 또 여러 스칼드 시가들에서 "표르귄(Fjǫrgyn)"이라는 말이 "대지", "땅"이라는 뜻으로 사용된다.

## 신화 해석
힐다 엘리스 데이비드슨은 토르의 어머니 표르귄과 프리그의 아버지 표르귄이 프레이와 프레이야처럼 비슷한 이름을 가진 한 쌍의 남녀 신이되 그 정보가 거의 남아있지 않은 것이라고 주장했다.
루돌프 지메크는 토르의 어머니 표르귄은 요르드의 다른 이름일 것이라고 주장했다.
또 "표르귄"이라는 말이 인도의 비의 신 파르자냐, 리투아니아의 페르쿠나스, 슬라브의 페룬과 유사하다는 점을 들어 고대 인도유럽어족의 천둥 또는 비의 남신 또는 여신에서 비롯된 것이라는 언어학적 해석도 있다.

## 참고 자료
- Davidson, H. R. Ellis (1990). Gods and Myths of Northern Europe. Penguin Books. ISBN 0-14-013627-4
- Lindow, John (2001). Norse Mythology: A Guide to the Gods, Heroes, Rituals, and Beliefs. Oxford University Press. ISBN 0-19-515382-0
- Mallory, J.P. (1989). In Search of the Indo-Europeans: Language, Archaeology and Myth. Thames & Hudson. ISBN 0-500-27616-1
- Simek, Rudolf (2007) translated by Angela Hall. Dictionary of Northern Mythology. D.S. Brewer. ISBN 0-85991-513-1